# オオカミによろしく
『オオカミによろしく』は、日本の短編映画。2014年のちちぶ映画祭2014で公開され、グランプリを受賞した。

## あらすじ
東京で暮らすタマキは、故郷である秩父に帰省した。父の墓参りのあと、母からかけられた言葉で、タマキは小学生の頃に ニホンオオカミを探しに森の奥深くへ入っていったことを思い出し、その時の記憶が鮮やかに蘇った。
小学六年生のタマキは、父から秩父にはニホンオオカミが生息していると聞かされ、ニホンオオカミの存在に魅了されていた。
タマキは、図書室でニホンオオカミを調べている時に、勉という同級生から、ニホンオオカミがいる場所を知っていると言われる。
そして、タマキは勉と共に、夏休みの最初の日、ニホンオオカミを探しに、秩父の森の奥深くへどんどん入っていった。

## キャスト
- 緒沢あかり
- 原舞歌
- 鏑木海智
- 杉山彦々
- 山岸拓生
- 池田貴美子

## スタッフ
- 監督：真田幹也
- 脚本：松本稔
- 撮影：島根義明
- 編集：深野光洋
- 音楽：玄学二重奏（田村玄一＋千ヶ崎学）
- 助監督：太田勝一郎
- 録音：佐藤光